# Farida Mohamed
Pour les articles homonymes, voir Mohamed.
Farida Mohamed , née le 15 janvier 2002 à Alexandrie, est une joueuse professionnelle de squash représentant l'Égypte. Elle atteint en octobre 2022 la 14e place mondiale sur le circuit international, son meilleur classement. Sa sœur Habiba Mohamed a été  championne du monde junior en 2014.

## Biographie
Elle intègre le top 50 en juillet 2019. Quelques mois plus tard, elle participe à son premier championnat du monde où elle s'incline au premier tour face à Hollie Naughton. En mars 2020, elle signe son premier grand exploit en sortant la 6e joueuse mondiale Joelle King du tournoi Black Ball Squash Open. En octobre 2020, elle récidive en battant la 5e joueuse mondiale  Sarah-Jane Perry lors du tournoi platinum Open d'Égypte. En septembre 2021, elle bat à nouveau Sarah-Jane Perry lors du tournoi platinum Open d'Égypte. En mai 2022, elle intègre pour la première fois le top 20.

## Palmarès

### Titres
- Open Squash Classic 2024
- Carol Weymuller Open : 2024

### Finales
- Open de Chine : 2024
- Netsuite Open : 2022